# Chhapari
Chhapari (nep. छपरी) – gaun wikas samiti w zachodniej części Nepalu w strefie Mahakali w dystrykcie Darchula. Według nepalskiego spisu powszechnego z 2001 roku liczył on 454 gospodarstw domowych i 2808 mieszkańców (1397 kobiet i 1411 mężczyzn).